# Папська Рада інтерпретації законодавчих текстів
Па́пська Р́ада інтерпрета́ції законода́вчих те́кстів (лат. Pontificium Consilium de Legum Textibus) — одна з дикастерій Римської курії. Її робота «головним чином полягає в інтерпретації законів Церкви»  Його головою на тепер є кардинал Франческо Коккопальмеріо, водночас як Его Високопреосвященство кардинал Хуліан Ерранс Касадо є почесним головою цієї Ради. Заступник голови з 15 лютого 2007 до 12 жовтня 2010 — архієпископ Бруно Бертанья. Теперішній секретар Ради — єпископ Хуан Ігнасіо Ар'єта Очоа де Чічінтру.
Раду початково заснував Папа Римський Іван-Павло II як Папську комісію з ревізії й автентичному перекладу Кодексу канонічного права 2 січня 1984 року. Назву змінено на Папська Рада інтерпретації законодавчих текстів 1988 року й нарешті до його теперішньої назви в 1999 році.

## Голови Папської Ради інтерпретації законодавчих текстів
- кардинал Пьетро Гаспарри (18 жовтня 1917 — 18 листопада 1934);
- кардинал Луїджі Сінчеро (12 грудня 1934 — 7 лютого 1936);
- кардинал Джуліо Серафіні (30 червня 1936 — 16 липня 1938);
- кардинал Массімо Массімі (14 березня 1939 — 6 березня 1954);
- кардинал Джузеппе Бруно (20 березня — 10 листопада 1954);
- кардинал П'єтро Чіріачі (31 травня 1955 — 30 грудня 1966);
- кардинал Перікле Фелічі (21 лютого 1967 — 22 березня 1982);
- кардинал Росаліо Хосе Кастільйо Лара (22 березня 1982 — 6 грудня 1989);
- кардинал Вінченцо Фаджоло (15 грудня 1990 — 19 грудня 1994);
- кардинал Хуліан Ерранс Касадо (19 грудня 1994 — 15 лютого 2007);
- кардинал Франческо Коккопальмеріо (15 лютого 2007 — до тепер).

## Секретарі Папської Ради інтерпретації законодавчих текстів
- священик Луїджі Сінчеро (18 жовтня 1917 — 23 травня 1923);
- монсеньйор Джузеппе Бруно (14 лютого 1924 — 16 лютого 1946);
- архієпископ Габріель Акасіус Кусса, B.A.O (3 березня 1946 — 19 березня 1962);
- монсеньйор Джакомо Віолардо (2 квітня 1962 — 26 січня 1965);
- монсеньйор Раймондо Бідагор, S.J. (1965 — 1973);
- єпископ Росаліо Хосе Кастільйо Лара, S.D.B. (12 лютого 1975 — 22 травня 1982);
- єпископ Хуліан Ерранс Касадо (25 січня 1983 — 19 грудня 1994);
- єпископ Бруно Бертанья (1994 — 15 лютого 2007);
- єпископ Хуан Ігнасіо Ар'єта Очоа де Чічінтру (15 лютого 2007 — до тепер).

## Виноски
1. ↑  апостольська конституція Pastor Bonus, 154.